# Une portée qui rapporte
Une portée qui rapporte (France) ou Deux Douzaines de plus (Québec) (Two Dozen and One Greyhounds) est le 20e épisode de la saison 6 de la série télévisée d'animation Les Simpson.

## Synopsis
Petit Papa Noël tombe amoureux d'une chienne qui est adoptée par les Simpson. Ils ont finalement une portée de 25 chiots. Mais les Simpson ne peuvent garder autant de chiens. Ils décident alors de les vendre. Seul monsieur Burns se montre intéressé mais la famille Simpson, méfiante, refuse de les lui céder. Monsieur Burns décide finalement d'enlever les chiots pour s'en faire une veste.
Lisa et Bart retrouvent la trace des chiots et se rendent chez Burns. Ce dernier décide d'épargner un chiot qui ressemble à Smithers car il se lève sur ses deux pattes. Bart et Lisa essayent alors de libérer les chiots. Malheureusement Burns s'en aperçoit et les rattrape. Finalement Lisa et Bart arrivent à raisonner Burns qui décide de ne pas les tuer. Les Simpson lui donnent les chiots et la chienne et 1 an après (les chiens ont 1 an quand ils sont adultes), Burns en fait des lévriers de course qui deviennent champions du monde.